# Potentilla acuminata
Potentilla acuminata är en rosväxtart som beskrevs av Harvey Monroe Hall. Potentilla acuminata ingår i Fingerörtssläktet som ingår i familjen rosväxter. Inga underarter finns listade i Catalogue of Life.